# Prince Giolo
Prince Giolo (connu aussi sous le nom anglais de Jeoly) est un habitant des iles du Pacifique, remarqué pour la beauté de ses tatouages et embarqué à la fin du XVIIe siècle comme esclave par William Dampier. À partir de septembre 1691, il est exhibé à la Cour d'Angleterre, dans des foires, et à l'université d'Oxford.

## Biographie
Jeoly, comme le nomme Dampier dans ses « Souvenirs de voyage » (New Voyage Round The World 1697), est un habitant de l'ile de Miangas, capturé et réduit en esclavage par des trafiquants Maures opérant depuis l'ile de Mindanao. Dampier en fait l'acquisition pour le ramener en Angleterre en 1691.
Giolo meurt de la variole en 1692, alors qu'il se trouve à l'Université d'Oxford qui le fait enterrer au cimetière de St Ebbe, non sans l'avoir préalablement fait écorcher à l’École d'anatomie pour exposer sa peau sur les murs de l'Université, près de la carte de Selden, à titre d'objet de curiosité.

## La légende du prince Giolo
La célébrité de Giolo suscite à l'époque différentes publications destinées à promouvoir le spectacle. Un prospectus, qui situe l'exhibition à l'auberge du Sanglier Bleu de Fleet Street à Londres, mentionne l'existence, sur son dos, de tatouages aux vertus magiques, dont l'un représentant « les cercles de l'Arctique et des Tropiques ».
Une brochure datée de 1662, intitulée "An account of the famous Prince Giolo", attribuée à Thomas Hyde, raconte à son propos, après avoir évoqué la religion indigène des Célèbes, l'histoire purement imaginaire des exploits accomplis par Giolo pour arracher sa bien-aimée, la princesse Terhenahete, aux griffes de ses ravisseurs.
En 1692, le graveur John Savage le représente avec, sous sa gravure, en légende, un résumé de son histoire fabuleuse.
Dampier se moque, dans son récit, de ces fables à usage commercial, d'autant que, ruiné par son voyage, il a dû vendre à son retour tous ses droits sur Giolo et n'en tire donc plus aucun bénéfice. 

### Ouvrages
- (en) William Dampier (préf. Sir Albert Gray), A New Voyage Round the World, London, Adam and Charles Black, 1937 (lire en ligne)
- William Dampier, Nouveau voyage autour du monde, trad. de l'anglois, Amsterdam, 1698-1712
- William Dampier, Le grand voyage, Phébus, 1993, 399 p.
- Timothy Brook, La carte perdue de John Selden : sur la route des épices en mer de Chine, Paris, Payot, 2015 (ISBN 978-2-228-91311-9), p. 262-266

### Articles
- (en) Geraldine Barnes, « Curiosity, Wonder, and William Dampier's Painted Prince », Journal for Early Modern Cultural Studies, vol. 6, no 1,‎ 2006, p. 31–50 (ISSN 1531-0485, lire en ligne)  : document utilisé comme source pour la rédaction de cet article.